# Вона була неправа (фільм)
«Вона була неправа» (англ. She Done Him Wrong) — американський комедійний мюзикл режисера Лоуелла Шермана 1933 року.

## Сюжет
Все має свою ціну, в тому числі відданість коханої жінки. І, звичайно ж, підступність чоловіка.
Кінець XIX століття. Розважальний заклад Гаса Джордана, в якому співає улюблениця публіки Лу. У Лу є все — віддані шанувальники, шикарні вбрання, сліпучі діаманти й дуже темне минуле. Що переважить — загрозливе минуле в особі в'язня-втікача Чіка Кларка чи невідоме майбутнє, яке представлене благопристойним Каммінгсом, засновником місії неподалік від шинку Джордана?

## У ролях
- Мей Вест — Лу
- Кері Грант — капітан Каммінгс
- Оуен Мур — Чік Кларк
- Гілберт Роланд — Сергій Станієв
- Ной Бірі — Гас Джордан
- Девід Ландау — Ден Флінн
- Рафаела Оттіано — Ріта
- Дьюї Робінсон — Спайдер Кейн
- Рошелль Гадсон — Саллі
- Таммані Янг — Чак Коннорс